# Julius Zimmermann (Politiker)

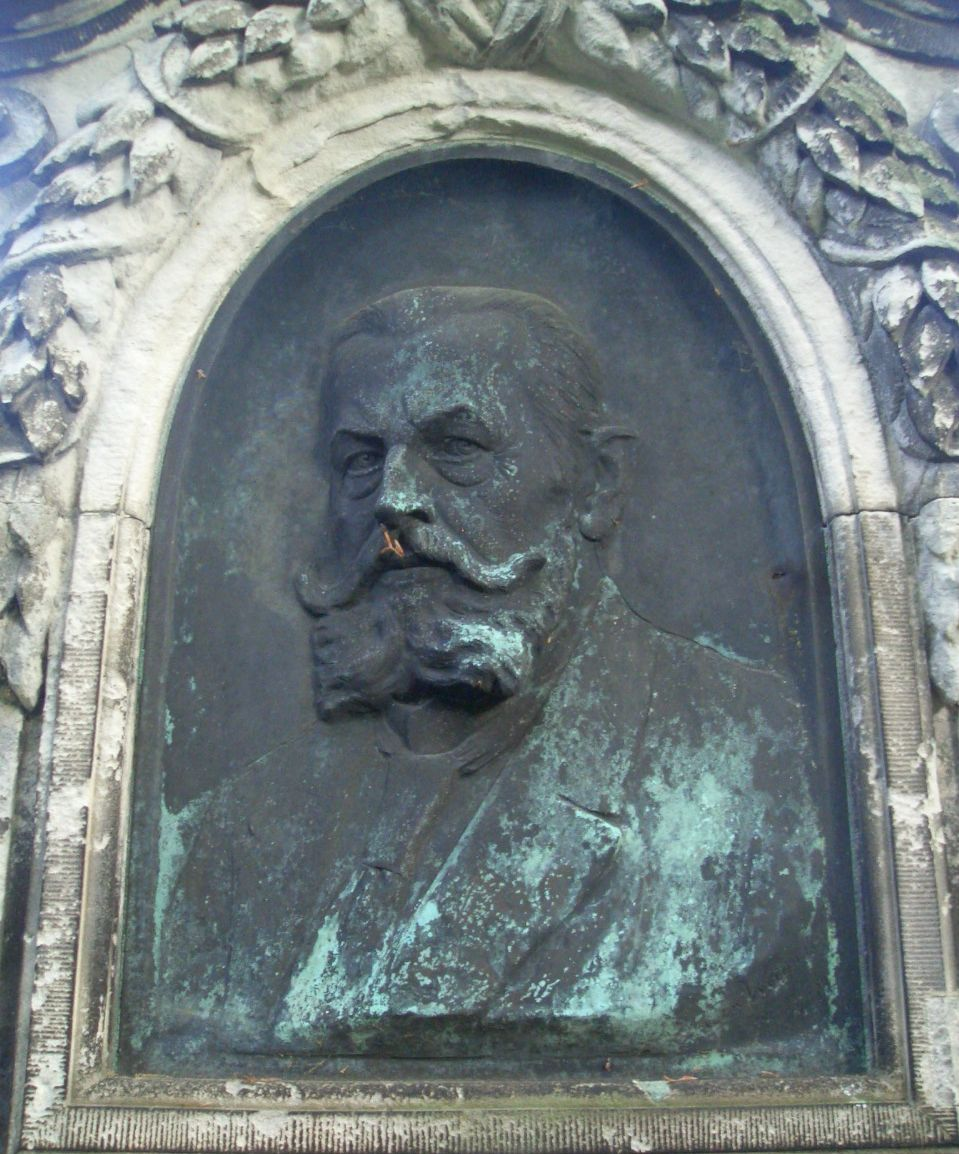
Bronzerelief auf Julius Zimmermanns Erbbegräbnis (Detail) auf dem Friedhof Steglitz

Julius Zimmermann (* 30. April 1834 in Leipe; † 11. April 1902 in Steglitz) war ein Kommunalpolitiker.
Nach dem Abschluss des Gymnasiums in Cottbus absolvierte Zimmermann eine Ausbildung zum Verwaltungsbeamten. Er hatte das Amt des Bürgermeisters von Bärwalde im Kreis Königsberg des preußischen Regierungsbezirks Frankfurt und vom im preußischen Regierungsbezirk Potsdam gelegenen Bernau bei Berlin inne.
Am 2. Oktober 1875 wurde er Gemeindevorsteher von Steglitz. Während seiner Amtszeit in Steglitz entstanden viele öffentliche Bauten wie das Rathaus und die Matthäuskirche, die am 28. November 1880 geweiht wurde. Der Grundstein für das Rathaus war am 13. September 1896 gelegt worden, und am 22. März 1898, dem Geburtstag des 1888 verstorbenen Kaisers Wilhelm I., konnte es bereits eingeweiht werden.
Am 1. Oktober 1901 legte er sein Steglitzer Amt nieder.

## Ehrungen
Die Zimmermannstraße im Berliner Bezirk Steglitz-Zehlendorf im Ortsteil Berlin-Steglitz ist nach ihm benannt. Sie verläuft von der Schloßstraße im Südosten bis zur Lepsiusstraße im Nordwesten. Julius Zimmermann wurde auf dem landeseigenen Friedhof Steglitz, Bergstraße 34–52 beigesetzt. Das Familiengrab mit einem Bronze-Relief Zimmermanns ist heute ein Ehrengrab der Stadt Berlin. Die Grabstätte befindet sich in der Abteilung D 08, Erbbegräbnis 63.